# 普賢 (小説)
『普賢』（ふげん）は、石川淳が1936年に書いた高踏的観念小説。雑誌『作品』昭和11年6月号 - 9月号初出。 第四回芥川賞受賞作。
ジャンヌ・ダルクを題材にした大作を書こうとしている主人公の周りでは、観念世界では立派なことを言うが、現実世界では酒、博打、薬物（モルヒネ）とろくなことをしない、窮乏して、堕落している頭でっかちな若者が集まる。

## あらすじ
ある事情で一家破産した〈わたし〉は貧困の底で、古い知り合いの政治評論家・坂上青軒の主催する雑誌「政論」に関係をつないだり、種々の評論や作品を書いたりして暮らしていた。
中世フランスの、ジャンヌ・ダルクを讃仰する作品を作った女流詩人、クリスティヌ・ド・ピザンの伝記を書こうとする〈わたし〉が、垂井茂市の自宅に一晩泊まった明くる朝から、物語は始まる。
〈わたし〉はひょんなことから、酒びたりの庵文蔵、モルヒネ中毒の妻・お組を持つ鳥屋の主・田部彦介、肋膜の妻・久子を持ち、骨董商の寺尾甚作、アパートの女主・葛原安子等、底辺に生きる俗物達と知り合う。彼等との交流を通じて、様々な世間の諸相苦を〈わたし〉は目の当たりにする。
3年振りに会った文蔵は凄惨にやつれており、彼の妹・ユカリは非合法運動をする青年と恋仲になり家出してしまう。お組の母は急に電車で轢死し、呆気なく火葬される。甚作は妻を差し置いて新たにお綱という女を作るが、今度はそのお綱を茂市に取られてしまう。安子は青軒に山ノ井飛行機製作所の鉄屑払い下げ入札の件で斡旋を求めに行くが上手くいかない。田部の妻・お組は麻薬摂取の罪で留置所に入り、出所後間もなく、痩せこけた姿で夫に抱擁を求めて手を伸ばす最中に事切れる。
田部が隠していたモルヒネの小瓶はいつの間にか見当たらなくなっており、文蔵の妹・ユカリは駅で警察に捕まり、連行されてしまう。〈わたし〉は苦しい市井に普賢菩薩の示現することを願うが、その願いも空しく、お綱と密かにホテルで寝たその翌日、仮宿に帰ってみると、安子が梯子段を駆け降りて文蔵の異変を知らせ、文蔵の部屋に駆けつけてみれば、畳の上に骸骨のぶっちがえの付いたモルヒネの小瓶が転がっていた。

## 主な登場人物
〈わたし〉
某私立大学を中退し、一家破産の貧困の底でペンだけで生計を立てて行こうとする。
垂井茂市
つい半年前まで某喜劇団の幹部役者の雑用をしていた男。後ろ盾の幹部役者が一座を脱退してからは関西へ落ち、無尽会社に勤めることになった。後半で、甚作の愛人・お綱と関係を持ったことが判明する。
庵文蔵
鼈甲縁の眼鏡をかけた美貌の男で、〈わたし〉と共に某私立大学を中退。胸病で喀血したことがある。中退後は、北海道と東京を転々をしている。
ユカリ
文蔵の妹。某ミッションスクールを卒業してからは非合法運動の青年と共に家出してしまう。密かに〈わたし〉がジャンヌ・ダルクや普賢菩薩のように崇高な存在として恋い慕っていた存在。
田部彦介
鳥屋兼長屋の主として生計を立てる35・6の男。妻のモルヒネの注射代や自身の米相場の投機で生計が破綻しかかっている。
お組
元信州の某温泉町の芸者で、持病の胃痙攣に欠かせないモルヒネの中毒になってしまう。終日座敷の奥で寝込んでいる。
寺尾甚作
芝愛宕下の骨董商「驊騮居」の主人も息子で、能を作っている。妻・久子の他に女(お綱)を作るも、茂市に奪われてしまい、断腸の思いを抱く。
葛原安子
田部の知り合いで最近新たに田部に代わって〈わたし〉の住む宿の主人になった中年女。化粧が濃い。